# Assenstelsel (kristallografie)

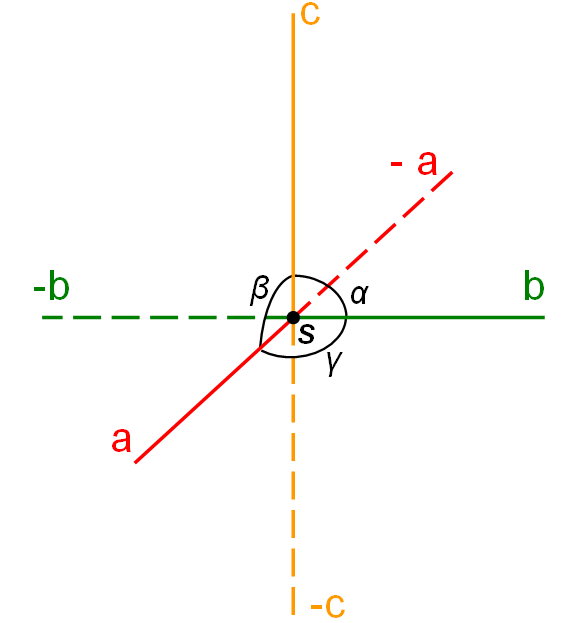
Het kristallografisch assenstelsel met aanduiding van de drie hoofdassen, de hoeken α, β en γ tussen de assen en het symmetriecentrum S.

Het kristallografisch assenstelsel is een stelsel van drie denkbeeldige lijnen, assen waarmee een kristalstelsel wordt beschreven. Er worden in de kristallografie zeven verschillende kristalstelsels gedefinieerd en er bestaan overeenkomstig deze zeven kristalstelsels zeven assenstelsels. Het zijn de drie lijnen waarlangs de eenheidscellen, waaruit het kristal is opgebouwd, worden getransleerd en zo het hele kristal opbouwen.
De drie lijnen waaruit het assenstelsel bestaat hebben geen welbepaalde lengte. Ze lopen door het kristal en kruisen elkaar daarvan in het midden, in het zogenaamde symmetriecentrum S. Per kristalstelsel wordt een apart assenstelsel getekend, omdat de lengte ervan niet bij alle zeven hetzelfde is. De verschillende assen worden altijd a, b en c genoemd. De loodlijn is altijd c (op de tekening oranje) en loopt van onder naar boven. De a-as loopt altijd van achter naar voor (rood) en de b-as gaat van links naar rechts (groen).
Het assenstelsel wordt niet altijd volledig getekend, meestal tekent men alleen de positieve kant, op de tekening zijn dit de volle lijnen. De hoeken die ze maken ten opzichte van elkaar zijn eveneens van groot belang bij het bepalen van het kristalstelsel. Deze worden gewoonlijk aangeduid met α, β en γ. De hoeken zijn op de tekening alle 90°, maar dat kan naargelang het kristalstelsel verschillen.